# 애마부인 7
"애마부인 7"(Madame Emma 7)은 한국에서 제작된 석도원 감독의 1992년 에로 영화이다. 강승미 등이 주연으로 출연하였고 최춘지 등이 제작에 참여하였다.

## 출연

### 주연
- 강승미
- 이무정

### 조연
- 원석
- 유성
- 박혜란
- 한영남

## 기타
- 촬영부: 이동국
- 촬영부: 정성룡
- 조명: 마용천
- 조명부: 홍호진
- 조명부: 양권모
- 조명부: 조경찬
- 조명부: 김만기
- 조연출: 권홍진
- 조연출: 홍성원
- 스크립터: 이광진
- 녹음: 이성근
- 분장: 조명미
- 효과: 양대호